# انژرویل-لا-مارتل
انژرویل-لا-مارتل (به فرانسوی: Angerville-la-Martel) یک کمون در فرانسه است که در canton of Valmont واقع شده‌است. انژرویل-لا-مارتل ۱۰٫۱۹ کیلومتر مربع مساحت دارد ۱۲۶ متر بالاتر از سطح دریا واقع شده‌است.